# Buldozerová výstava
Buldozerová výstava je zlidovělý název nejvýznamnější akce sovětské výtvarné avantgardy za Brežněvovy vlády. Konala se v neděli 15. září 1974 v Bitcevském parku na jižním předměstí Moskvy.

## Události
Po tzv. skandálu v Manéži z roku 1962 nesměli neorganizovaní sovětští výtvarníci vystavovat v oficiálních galeriích. Proto se asi dvacet umělců a malířů (přesné číslo není z důvodu konspirace známo) rozhodli prezentovat svoje díla na veřejném prostranství a na louce za městem vztyčit improvizované stojany se svými obrazy.  
Mezi umělci byli Alexandr Glezer, Oskar Rabin, Nikolaj Večtomov, Vitalij Komar, Lidija Mastěrkovová, Jevgenij Ruchin, Eduard Zelenin a další. Státní moc se jejich počínání rozhodla zabránit. Už v metru cestou na místo výstavy byla část účastníků zatčena a falešně obviněna z krádeže. Na místě samém pak umělce napadla skupina příslušníků KGB vydávajících se za hlídače parku a označila je za chuligány. Poté byla povolána vodní děla a buldozery, které ničily stojany i s vystavenými artefakty a dokonce najížděly do lidí, kteří se jim pokoušeli bránit. Podle Glezera řidiči buldozerů před akcí fasovali vodku jako na frontě před ztečí. Několik účastníků výstavy bylo zatčeno, jeden příslušník milice se nechal slyšet: „Měli bychom vás zastřelit, ale na vás je patron škoda.“ 
Zákroku proti výstavě byla přítomna řada západních novinářů a vzniklá mezinárodní ostuda vedla sovětský režim k tomu, že 29. září 1974 povolil výstavu neoficiálních umělců v Izmajlovu. Ta byla ovšem poněkud chudá, neboť nejlepší díla byla zničena právě při incidentu v Bitcevském parku. Represe proti avantgardě nicméně pokračovaly: Rabin a Glezer byli donuceni emigrovat, Ruchin zahynul v roce 1976 při požáru, zřejmě úmyslně založeném.